# Rites commémoratifs dans le christianisme orthodoxe
 (décembre 2024).
Si vous disposez d'ouvrages ou d'articles de référence ou si vous connaissez des sites web de qualité traitant du thème abordé ici, merci de compléter l'article en donnant les références utiles à sa vérifiabilité et en les liant à la section « Notes et références ».
 (mars 2023).
- Si vous ne connaissez pas le sujet, laissez ce bandeau (vous pouvez alors contacter les auteurs).
- Si vous supprimez le contenu mis en cause (vous pouvez préalablement contacter les auteurs),

argumentez précisément cette suppression dans la page de discussion
(un manque de référence n'est pas un argument ; une recherche réelle de référence doit avoir été effectuée, être formellement documentée).
 (mai 2021).
La mise en forme du texte ne suit pas les recommandations de Wikipédia : il faut le « wikifier ».
Les points d'amélioration suivants sont les cas les plus fréquents. Le détail des points à revoir est peut-être précisé sur la page de discussion.
- Les titres sont pré-formatés par le logiciel. Ils ne sont ni en capitales, ni en gras.
- Le texte ne doit pas être écrit en capitales (les noms de famille non plus), ni en gras, ni en italique, ni en « petit »…
- Le gras n'est utilisé que pour surligner le titre de l'article dans l'introduction, une seule fois.
- L'italique est rarement utilisé : mots en langue étrangère, titres d'œuvres, noms de bateaux, etc.
- Les citations ne sont pas en italique mais en corps de texte normal. Elles sont entourées par des guillemets français : « et ».
- Les listes à puces sont à éviter, des paragraphes rédigés étant largement préférés. Les tableaux sont à réserver à la présentation de données structurées (résultats, etc.).
- Les appels de note de bas de page (petits chiffres en exposant, introduits par l'outil «  Source ») sont à placer entre la fin de phrase et le point final[comme ça].
- Les liens internes (vers d'autres articles de Wikipédia) sont à choisir avec parcimonie. Créez des liens vers des articles approfondissant le sujet. Les termes génériques sans rapport avec le sujet sont à éviter, ainsi que les répétitions de liens vers un même terme.
- Les liens externes sont à placer uniquement dans une section « Liens externes », à la fin de l'article. Ces liens sont à choisir avec parcimonie suivant les règles définies. Si un lien sert de source à l'article, son insertion dans le texte est à faire par les notes de bas de page.
- La présentation des références doit suivre les conventions bibliographiques. Il est recommandé d'utiliser les modèles {{Ouvrage}}, {{Chapitre}}, {{Article}}, {{Lien web}} et/ou {{Bibliographie}}. Le mode d'édition visuel peut mettre en forme automatiquement les références.
- Insérer une infobox (cadre d'informations à droite) n'est pas obligatoire pour parachever la mise en page.

Pour une aide détaillée, merci de consulter Aide:Wikification.
Si vous pensez que ces points ont été résolus, vous pouvez retirer ce bandeau et améliorer la mise en forme d'un autre article.

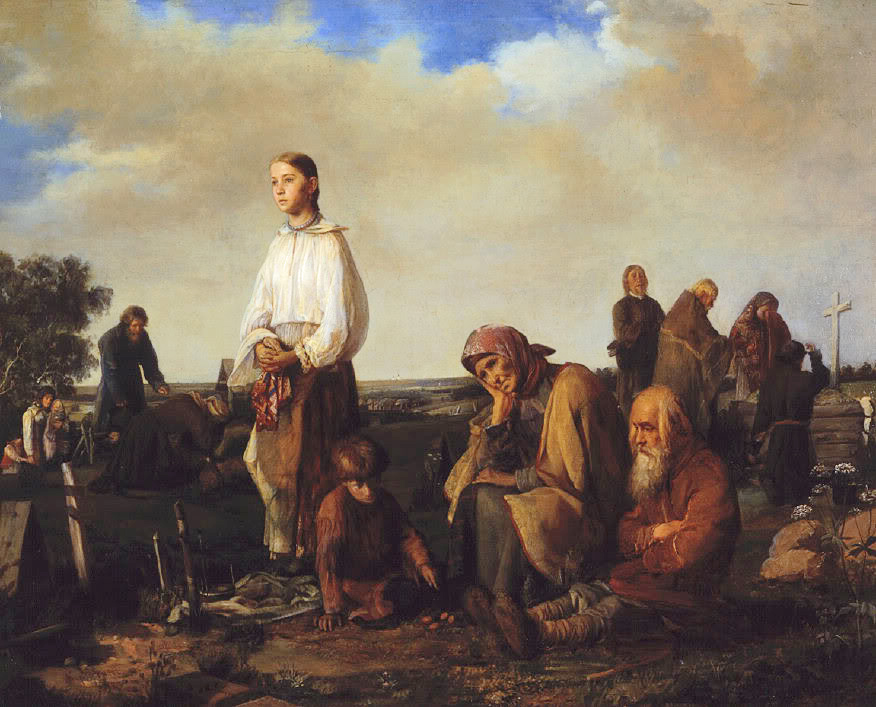
Korzukhin Alexeï Ivanovitch Commémoration au cimetière du village

Les repas commémoratifs (rites commémoratifs, culte commémoratif, culte funèbre, repas commémoratif, table commémorative) sont des rites, célébrés à la mémoire du défunt, dont le principal, qui est un repas collectif organisé par des proches dans la maison du défunt ou au cimetière, immédiatement après l'enterrement et à certaines dates de commémorations.  
L'Église orthodoxe considère qu'il  y a un état intermédiaire après la mort, pendant lequel l'âme hésite entre plusieurs demeures et il faut l'accompagner par des commémorations. La commémoration du défunt dans la tradition chrétienne byzantine slave a lieu trois fois.  

## Les rites commémoratifs
La première commémoration a lieu le jour des funérailles, c'est-à-dire le troisième jour, en prenant le jour même du décès comme premier jour du compte à rebours, même s'il est survenu peu avant minuit ; la deuxième commémoration se déroule le neuvième jour, et la troisième commémoration, lors du Service mémoriel  (40 jours). Par la suite, une commémoration est organisée pour le premier anniversaire de la mort, à laquelle tous ceux qui souhaitent se souvenir viennent, il est généralement d'usage de visiter la tombe du défunt ce jour-là. Puis une commémoration, déjà dans un cercle familial proche, a lieu à chaque anniversaire du décès, à l'anniversaire et le jour de la fête du saint dont le défunt portait le nom. Il existe deux types de commémorations : privée, se référant à un défunt particulier, et générale, organisée à la mémoire de tous les défunts. Aller au cimetière le jour de l'anniversaire du défunt est une ancienne tradition, encouragée par l’Église.

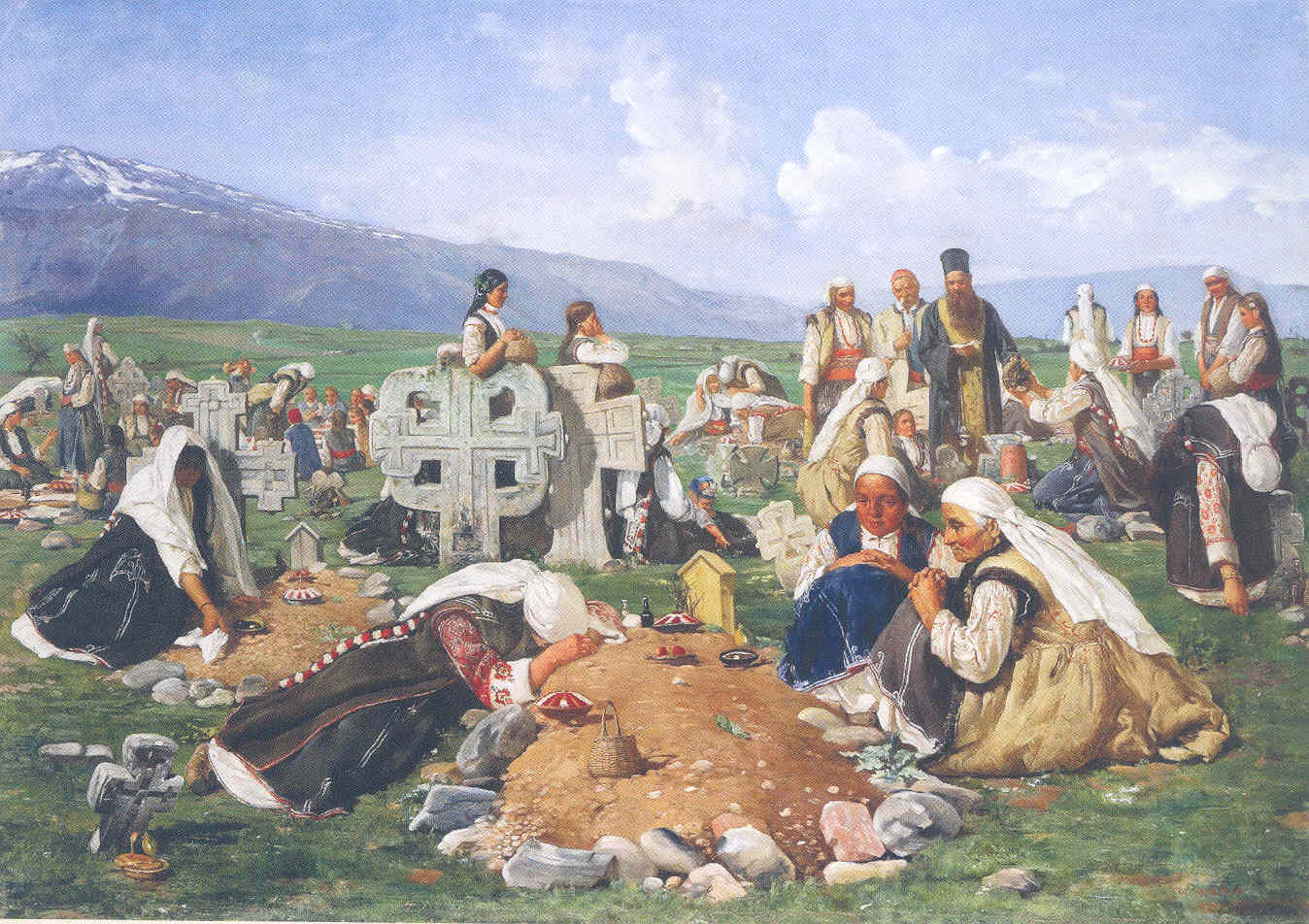
"Commémorations", Ivan Mrkviča, 1890

La tradition d'une commémoration est ancrée dans un passé lointain. Des coutumes similaires sont observées dans d'autres religions de diverses nations, ce qui est associé à la croyance d'une personne en l'immortalité de l'âme. Dans la tradition chrétienne, la coutume de la commémoration se réduit principalement à un repas commémoratif. Mais la commémoration, ce n'est pas seulement un repas, c'est un rituel particulier, dont le but est de se rappeler d'une personne, de lui rendre hommage, de se souvenir de ses bonnes actions.  
Pendant le repas commémoratif, les orthodoxes prient pour le repos de l'âme du défunt. Chaque action durant la commémoration est remplie de sens sacré, c'est pourquoi le menu d'un tel repas est inhabituel.
Dans certaines régions, on essaye de ne pas venir à la commémoration sans invitation ; dans d'autres, viennent tous ceux qui peuvent être présents et qui ont le désir de se souvenir du défunt, comme un hommage à sa famille. Rester longtemps assis n'est pas vraiment dans les règles, et plus encore si vous n'étiez pas très proche de la personne défunte. 

## Premier repas commémoratif après les funérailles
Les commémorations sont organisées immédiatement après les funérailles du défunt, le 3ème jour de sa mort.  
On célèbre le nombre 3 car Jésus-Christ a ressuscité le 3ème jour après sa mort, de plus on retrouve ce nombre dans la Trinité. Les deux premiers jours, l'âme du défunt reste sur terre, étant proche de la famille, et visitant, en compagnie d'un Ange, des lieux de sa vie passée, lui procurant joie ou tristesse, se remémorant les bonnes ou mauvaises actions. Le troisième jour, le Seigneur lui ordonne de monter au ciel et de se présenter pour la première fois  devant Dieu. 
Il est possible d'organiser une commémoration dans la maison du défunt ou dans un lieu public. Dans le monde post-soviétique, le repas commémoratif est souvent organisé dans un café ou un restaurant où le problème de la préparation de la cuisine ne se pose pas. Si la décision de commémorer dans la maison du défunt est prise, il est donc nécessaire de se préparer à cet événement. La préparation du repas se termine lorsque le cercueil avec le corps du défunt est amené au cimetière et enterré. Tout d'abord, on met de l'ordre dans la maison, on effectue un nettoyage minutieux avant que le défunt ne soit dans la tombe. On range les meubles, on lave les sols, tous les déchets accumulées en trois jours sont balayés en direction du seuil, rassemblés et brûlés. Les sols doivent être soigneusement lavés, en particulier les coins, les poignées et le seuil. Après le nettoyage, la pièce est fumigée avec de l'encens ou du genévrier. Le nettoyage est généralement effectué par des personnes extérieures qui n'ont pas de liens familiaux avec le défunt et/ ou avec les membres de sa famille. Quand tout le monde revient du cimetière, le repas commence.
Le respect des normes du repas commémoratif orthodoxe exige qu'avant le début de celui-ci, un des proches lise le 17ème psaume devant les icônes sacrées avec une lampe ou une bougie allumée. Juste avant le repas, on lit la prière chrétienne Notre Père, ou le 90e psaume, ou un laïc peut célébrer le  service mémoriel abrégé. Enfin on adresse une demande de pardon au défunt. Tout au long de la fête on se souvient du défunt. La conversation à table doit être pieuse, les rires, le langage grossier, les chansons joyeuses, les souvenirs  des actes injustes du défunt et autres conversations sur des sujets abstraits qui sont obscènes pour un tel événement, tel que des conversations sur la politique ou des sujets de tous les jours, ne sont pas acceptés. Tous ceux qui se joignent au repas sont généralement accueillis avec les mots : « Nous vous demandons de partager notre chagrin ! ». Avant de s'asseoir à table, chaque invité doit se laver les mains et le visage, se sécher avec une serviette propre, et faire le signe de la croix. 
Il existe également une procédure spéciale pour placer les personnes à la table commémorative. Habituellement, le maître de maison est assis à la tête de la table, les parents sont situés des deux côtés du chef de famille dans l'ordre de proximité du défunt par ancienneté. Les enfants ont généralement une place séparée au bout de la table. Si c'est un parent de l'enfant qui est décédé, l'enfant est assis à côté du parent restant. Dans certaines traditions, l'endroit où le défunt était habituellement assis est laissé inoccupé et le dossier de la chaise est décoré d'un ruban de deuil ou d'une branche de sapin. Lors de la commémoration pour le défunt, une assiette, un service de table, et une partie des plats sont placés devant son portrait. Cette tradition n'est pas orthodoxe, comme le rideau de miroirs, c'est probablement un écho du passé païen.

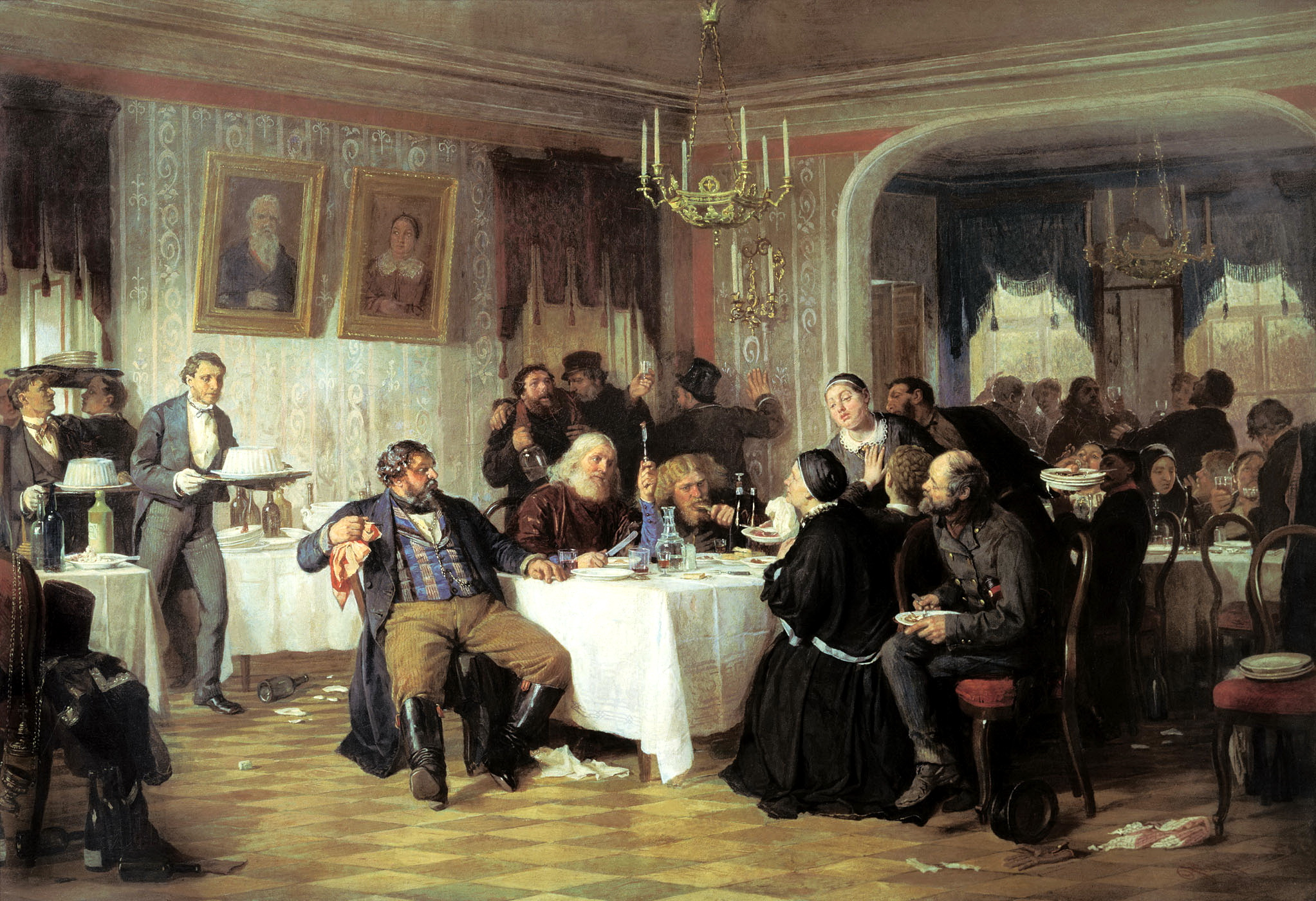
Firs Zhuravlev. Commémoration de marchands.1876. Galerie Tretiakov

Le premier plat sur la table commémorative est le  Koutia (Kut'ja appelé également Colivă)  qui est une bouillie à base de grains de riz ou de blé entiers, assaisonnée de miel et de raisins sec. Les céréales servent de symbole de la résurrection, et le miel et les raisins secs symbolisent la douceur dont jouissent les justes dans le royaume des cieux. Le Koutia doit être consacré pendant le service funèbre, si cela n'a pas été possible, alors on l'arrose d'eau bénite et on lit une prière. Ce plat doit être au moins gouté par toutes les personnes présentes. Tout d'abord, les parents et amis les plus proches le goûtent, et alors seulement tous ceux qui restent. En plus du Koutia, les plats commémoratifs habituels en Russie sont les crêpes et une soupe de fruit appelée kissel, traditionnelles de la cuisine russe. Les crêpes sont généralement consommées avec du miel, et le kissel est bu après la commémoration par tous ceux qui partent. Une autre boisson traditionnelle possible lors des commémorations est la Syta (du miel mélangé avec de l'eau), elle est généralement servie avec du Koutia au tout début du repas. D'autres aliments au repas commémoratif sont servis selon les exigences du jeûne : les jours maigres ce sont les aliments maigres, et les autres jours, les aliments gras. Les boissons alcoolisées sont interdites aux repas de commémorations.  
La nourriture sur la table doit être simple, sans fioritures, puisque ces dernières interfèrent avec le processus de commémoration. La nourriture est servie dans la vaisselle ordinaire, si possible, dans une couleur sobre. La table commémorative peut être décorée de petites branches de sapin ou de myrte, d'airelle et d'un ruban de deuil noir. La nappe est d'une couleur unie, pas nécessairement blanche, le plus souvent dans des tons neutres, qui peut être décoré avec du ruban noir sur les bords. À chaque changement de plats, les orthodoxes essayent de lire une courte prière : «  Seigneur donne le repos à l'âme de ton serviteur (nom) et pardonne-lui  tous ses péchés, volontaires ou involontaires, et accorde-lui le Royaume des Cieux. Au nom du Père et du Fils et du Saint-Esprit. Amen ».
Les orthodoxes terminent le repas par une prière d'action de grâce, un souhait de prospérité et une expression de sympathie et compassion pour les proches du défunt. Il n'est pas habituel de remercier pour le repas. Les proches donnent aux invités ce qui n'a pas été mangé à table. Une partie de la nourriture peut être apportée à l'église pour le souvenir de l'âme du défunt. 
Pendant le Grand Carême, si les commémorations (troisième, neuvième, le quarantième jour, l'anniversaire) tombent pendant la première, quatrième ou septième semaine, les proches et parents du défunt n'invitent personne. Ces semaines sont strictes. À table, ces jours-là, on réunit seulement les personnes les plus proches du défunt : parents, conjoint, enfant, petits-enfants, frères et sœurs, les amis les plus proches.  Si le jour de la commémoration tombe sur une autre semaine du Grand Carême, les commémorations sont reportées au samedi ou au dimanche suivants.  
Pendant les commémorations, les hommes doivent être sans couvre-chef, mais les femmes, au contraire, doivent se couvrir la tête. Si les personnes sont nombreuses à venir, elles feront plusieurs passages. 
Toutes les personnes qui se trouvaient au cimetière peuvent être invitées à la commémoration le jour des adieux au défunt, car le repas commémoratif a lieu immédiatement après les funérailles. Sont surtout invités ceux qui ont directement aidé pour les funérailles : ils ont lavé, habillé et veillé le défunt, creusé la tombe, porté le cercueil avec le corps, lu des prières. On invite également les membres du clergé et de la paroisse participant à l'enterrement du défunt et accompagnant le cercueil dans le cimetière. Dans la Russie pré-révolutionnaire, on pouvait inviter aussi les pauvres et les mendiants, car le repas de  commémoration est aussi un acte de charité pour tous ceux qui y assistent.  

## Repas commémoratif du neuvième jour
Selon la théologie orthodoxe, du troisième au neuvième jour, l'âme accompagnée d'anges entre dans les demeures célestes et contemple leur beauté. Le neuvième jour, le Seigneur ordonne aux anges de lui présenter l'âme pour l'adoration, l'âme apparaît à nouveau devant lui et contemple l'au-delà. La commémoration et les prières, ce jour-là, l'aident à passer cette épreuve.  
Ce jour-là est organisé un service commémoratif. À cette commémoration, on invite seulement les plus proches amis et les proches du défunt. On demande la miséricorde divine pour le défunt et l'établissement de l'âme du défunt avec les saints.

## Repas commémoratif du quarantième jour
Après le neuvième jour (moment d'adoration), les anges emmènent l'âme en enfer, et elle regarde les tourments des pécheurs impénitents. Le quarantième jour, l'âme monte une troisième fois au ciel pour adorer Dieu:  elle monte à la montagne sacrée du Sinaï céleste et contemple le divin. Et c'est pendant ce 40ème jour qu'on décide de son sort. Selon les affaires terrestres du défunt et  l'état spirituel de l'âme, le seigneur désigne un lieu de repos en prévision du Jugement Dernier : si l'âme atteint le bonheur promis, elle s'installe dans les villages céleste avec les justes.
L’Église a donc établi une commémoration lors du quarantième jour après la mort, afin que les prières de la famille et des proches aident l'âme du défunt à atteindre le paradis. Le choix d'une commémoration se veut similaire au délai entre la résurrection du Christ et son ascension dans le ciel.
La commémoration et la prière du quarantième jour sont importants. Si le défunt a été baptisé, alors ce jour-là ses proches vont à l'église et donnent une lettre « Pour le repos de son âme ». Cette note est lue lors de la commémoration liturgique et on prie pour le défunt pendant cette cérémonie. Parfois on demande au prêtre de célébrer un service commémoratif sur la tombe du défunt.
Au service de ce quarantième jour viennent tous ceux qui souhaitent se souvenir d'une personne décédée.